# Frank Bridge
Frank Bridge (Brighton, 26 de febrero de 1879 – Eastbourne, 10 de enero de 1941) fue un compositor, director de orquesta, violista y profesor de música británico.

## Vida
Bridge nació en 1879 en la ciudad inglesa de Brighton. Recibió educación musical en el Royal College of Music de Londres entre 1899 y 1903. Allí fue alumno de Charles Villiers Stanford y de otros reconocidos artistas. 
Murió en Eastbourne el 10 de enero de 1941.

## Carrera

### Como intérprete
Bridge tocó la viola en varios cuartetos de cuerdas y dirigió, algunas veces sustituyendo a Henry Joseph Wood, antes de dedicarse completamente a componer, siendo apadrinado por Elizabeth Sprague Coolidge. 

### Como profesor de música
De sus pupilos el más famoso fue Benjamin Britten, quien más tarde interpretaría la música de su maestro. Britten además compuso Variaciones sobre un tema de Frank Bridge en su honor. 

### Como compositor
Entre sus composiciones destacan las piezas orquestales The Sea (1911), Oration (1930) para violonchelo y orquesta (grabada en 1976 por Julian Lloyd Webber) y la ópera The Christmas Rose (estrenada en 1932). También es reconocido por sus piezas de música de cámara. Sus primeras obras fue influenciadas por la música del Romanticismo, pero piezas posteriores como sus Cuartetos de cuerdas n.º 3 (1926) y n.º 4 (1937) son más armónicas y muy distintivas, mostrando la influencia de la Moderna Escuela de Viena. Sus creaciones también muestran influencias armónicas de Maurice Ravel y Aleksandr Skriabin.
Una de sus armonías más características es el acorde Bridge, por ejemplo un do menor y un re mayor sonando al mismo tiempo, el cual se puede apreciar en There Is a Willow Grows Aslant a Brook y su sonata de piano. El compositor escribió esta obra en memoria de Ernest Farrar.
Uno de sus trabajos más famosos es la pieza para violín llamada Moto perpetuo (escrita en 1900, revisada en 1911). Otros de sus trabajos más populares es el Adagio para órgano en mi mayor, "Rosemary," una canción para piano, y la sonata para violonchelo en re menor. Una de sus obras, el Scherzetto para violonchelo y piano, fue redescubierto en la biblioteca del Royal College of Music por el violonchelista Julian Lloyd Webber.

## Obras
Música escénica
- The Christmas Rose (ópera)

Música orquestal
- Enter Spring
- The Sea (1911)
- Summer
- Dos poemas para orquesta
- Oration (para violonchelo y orquesta)

Música de cámara
- Cuarteto de cuerdas n.º 1
- Cuarteto de cuerdas n.º 2
- Cuarteto de cuerdas n.º 3
- Cuarteto de cuerdas n.º 4
- Phantasie Quartet
- Novelletten
- Three Idylls for String Quartet (1906)
- Londonderry Air
- Sir Roger de Coverley
- Sally in Our Alley
- Cuatro piezas para violín y piano
- Tres piezas para cuartetos de cuerdas
- Sonata para violonchelo en re menor
- Trío de piano
- Quinteto de piano
- Sexteto de cuerdas

Música para piano
- Sonata de piano